# Drugi rząd Chlodwiga zu Hohenlohe-Schillingsfürsta
Drugi rząd Chlodwiga zu Hohenlohe-Schillingsfürst – 1 lipca 1897 – 15 października 1900
| Funkcja                                                         | Imię i nazwisko                                                              | Partia      |
| --------------------------------------------------------------- | ---------------------------------------------------------------------------- | ----------- |
| Bundeskanzler - Kanclerz Federalny                              | Chlodwig zu Hohenlohe-Schillingsfürst                                        | bezpartyjny |
| Stellvertreter des Bundeskanzlers - Wicekanclerz Federalny      | Arthur von Posadowsky-Wehner                                                 | bezpartyjny |
| Minister spraw zagranicznych                                    | Adolf Marschall von Bieberstein (do 20 października 1897) Bernhard von Bülow | bezpartyjny |
| Minister spraw wewnętrznych                                     | Arthur Graf von Posadowsky-Wehner                                            | bezpartyjny |
| Minister sprawiedliwości                                        | Rudolf Arnold Nieberding                                                     | bezpartyjny |
| Minister marynarki wojennej                                     | Alfred von Tirpitz                                                           | bezpartyjny |
| Minister gospodarki i technologii                               | wakat                                                                        |             |
| Minister rolnictwa, polityki żywnościowej i ochrony konsumentów | wakat                                                                        | -           |
| Minister pracy i polityki społecznej                            | wakat                                                                        |             |
| Minister transportu i budownictwa                               | wakat                                                                        |             |
| Minister poczty i telekomunikacji                               | Victor von Podbielski                                                        | bezpartyjny |
| Minister skarbu Państwa                                         | Max von Thielmann                                                            | bezpartyjny |
| Minister kolonii                                                | wakat                                                                        | bezpartyjny |